# Schweizerische Agentur für Akkreditierung und Qualitätssicherung

Logo

Die Schweizerische Agentur für Akkreditierung und Qualitätssicherung (AAQ) ist die in der Schweiz für die Akkreditierung und Qualitätssicherung im schweizerischen Hochschulwesen zuständige Einrichtung. Die AAQ ist dem Schweizerischen Akkreditierungsrat unterstellt.

## Geschichte

Logo des OAQ (bis 2014)

Ab 2001 war das Organ für Akkreditierung und Qualitätssicherung (OAQ) für Akkreditierungen und Quality Audits an Schweizer Hochschulen zuständig. Mit dem Inkrafttreten des Hochschulförderungs- und -koordinationsgesetzes 2015 ging aus dem OAQ die Schweizerische Agentur für Akkreditierung und Qualitätssicherung (AAQ) hervor.

## Verfahren
Die AAQ unterscheidet folgende Akkreditierungsformen:
- Institutionelle Akkreditierung (interne Qualitätssicherung von Hochschulen; Voraussetzung, um Bezeichnungen wie «Universität», «Fachhochschule» oder «Pädagogische Hochschule» zu führen)
- Systemakkreditierung (interne Qualitätssicherung von Hochschulen in Deutschland)
- Programmakkreditierung (Prüfung von Bachelor- und Masterstudiengängen sowie Weiterbildungsgängen)
- Quality Audit (Zertifizierung des internen Qualitätssicherungssystems von Hochschulen)
- Evaluation (freiwillige Bewertung von Studienprogrammen oder Institutionen)
- Leitfäden und Qualitätsstandards

Nach Abschluss eines Verfahrens veröffentlicht die AAQ einen Bericht, der die Ergebnisse des jeweiligen Akkreditierungsverfahrens dokumentiert. Eine zentrale Rolle in den Verfahren spielen Gutachter.

## Publikationen
Zu den Publikationen der AAQ gehören Analysen und Projekte, die zweimal jährlich erscheinende AAQ Informs, die Jahresberichte, Broschüren, Medienbeiträge und Präsentationen.